# Sainkhuu Yura
Sainkhuu Yura (n. 14 noiembrie 1986) este un fotbalist mongol. A apărut prima dată la echipa națională de fotbal a Mongoliei în 2007.